# Robert Beyer (Tonmeister)
Robert Beyer (* 1901 in Wittlich; † 1989 in Düsseldorf) war ein deutscher Tonmeister und Komponist.

## Leben
Robert Beyer gehörte zu jenen radikalen Erneuerern der Musik, die schon seit den 1920er Jahren von einer Klangfarbenmusik träumten. Beiträge dazu findet man u. a. bei Arnold Schönberg und Ferruccio Busoni. Nach Studien in Halle, Berlin und der Musikhochschule Köln war er von 1928 bis 1934 Tonmeister bei Tobis, wo er die technischen Verfahrensweisen der Elektroakustik praktizieren konnte. Seit 1946 war er Tonmeister beim NWDR. Nach 1949 trafen sich am musikalischen Fortschritt Interessierte bei den  Darmstädter Ferienkursen. Zusammen mit Herbert Eimert und Werner Meyer-Eppler hielt er dort Vorträge über Elektronische Musik. Diese drei Personen waren wesentlich an der Gründung des weltersten Studios für Elektronische Musik in Köln beteiligt. Nach einigen freien Werken zusammen mit Eimert, die die allererste Veröffentlichung auf diesem neuen Gebiet der Musik darstellten, wurde deutlich, dass hier gegensätzliche Ansichten bestanden. So war Eimert eher ein Strukturalist, was zur späteren strengen seriellen Ausrichtung des Studios führte. Beyer meinte, dass der Serialismus nur ein Übergangsstadium, weg von der bisherigen Musikausübung und hin zu neuen Formen darstellte. Er sah zwar die technische Notwendigkeit einer vorübergehenden, strengen Ordnung, um nicht auf vorherige Stadien zurückzufallen. Langfristig hielt er eine völlig freie Klangfarbenmalerei für notwendig und die seriellen Regeln für hinderlich. Die Konsequenz dieser Differenzen war, dass Beyer aus dem Studio ausschied. Ob Beyer alleine weiterarbeitete und noch weitere Kompositionen verfertigte, ist momentan unbekannt. Die Stadt Düsseldorf hat in ihrem Archiv dazu keine Informationen.

## Werke

### Schriften
- Das Problem der kommenden Musik, in: Die Musik 9 (1928), S. 861–866
- "Musik und Tonfilm", in: Kestenberg, Leo (Hrsg.), "Kunst und Technik", 1930, S. 365–396, republished by EpOs-Music

### Kompositionen
- Vier Stücke (zusammen mit Herbert Eimert), 1953